# Lilla Isie socken
Lilla Isie socken i Skåne ingick i Vemmenhögs härad, uppgick 1967 i Trelleborgs stad och området ingår sedan 1971 i  Trelleborgs kommun och motsvarar från 2016 Lilla Isie distrikt.
Socknens areal är 8,07 kvadratkilometer varav 8,06 land. År 2000 fanns här 422 invånare.  Det tidigare fiskeläget Böste läge samt kyrkbyn Västra Torp med sockenkyrkan Lilla Isie kyrka ligger i socknen. 

## Administrativ historik
Socknen har medeltida ursprung. 
Vid kommunreformen 1862 övergick socknens ansvar för de kyrkliga frågorna till Lilla Isie församling och för de borgerliga frågorna bildades Lilla Isie landskommun. Landskommunen uppgick 1952 i Klagstorps landskommun som uppgick 1967 i Trelleborgs stad som ombildades 1971 till Trelleborgs kommun. Församlingen uppgick 2002 i Källstorps församling.
1 januari 2016 inrättades distriktet Lilla Isie, med samma omfattning som församlingen hade 1999/2000. 
Socknen har tillhört län, fögderier, tingslag och domsagor enligt vad som beskrivs i artikeln Vemmenhögs härad. De indelta soldaterna tillhörde Södra skånska infanteriregementet, Vemmenhögs kompani och Skånska dragonregementet, Vemmenhögs skvadron, Borrby och Haglösa kompani.

## Geografi
Lilla Isie socken ligger öster om Trelleborg vid Östersjökusten. Socknen är en odlad slättbygd på Söderslätt.

## Fornlämningar
Från stenåldern finns boplatser och en gånggrift. Från bronsåldern finns gravhögar. Från järnåldern finns en boplats och gravfält under flat mark. 

## Namnet
Namnet skrevs 1133 Isheogi och kommer från kyrkbyn. Efterleden innehåller hög. Förleden innehåller troligen mansnamnet Isi..